# Castillo de Paluel
El Château de Paluel es un edificio del siglo XV ubicado en Saint-Vincent-le-Paluel, en el Périgord Noir, en el sureste del departamento de Dordoña. Situada en un promontorio sobre el arroyo Énéa, a dos kilómetros aguas abajo de la población, está inscrita en el Inventario Suplementario de Monumentos Históricos desde 1927.
Fue incendiado en junio de 1944 por la división SS Das Reich que regresaba de Oradour-sur-Glane. Mientras se prepara para escalar hacia el frente de Normandía, se encuentra con un combatiente de la resistencia armada en la parte inferior del castillo y lo derriba. Una estela en la parte inferior del castillo conmemora este evento. En ruinas, nunca fue restaurado y luego la vegetación se hizo cargo.